# Hraniční potok (přítok Kateřinského potoka)
Hraniční potok (německy  a na německém území Rehlingbach) je vodní tok v okrese Tachov v Plzeňském kraji a v zemském okrese Neustadt an der Waldnaab vládního obvodu Horní Falc v Bavorsku v Německu.
Délka toku měří 22,9 km, z toho na českém území a na státní hranici 21,1 km, na německém území 1,8 km.
Plocha povodí činí 42,48 km², z toho na českém území 25,44 km², na německém 17,04 km².

## Průběh toku
Potok pramení v nadmořské výšce 725 metrů v Českém lese na území přírodní rezervace Farské bažiny v CHKO Český les, západně od Lesné. Na českém území teče potok převážně jižním směrem. Jihovýchodně od zaniklé vesnice Hraničky přitéká ke státní hranici s Německem. Mezi hraničními znaky 28–2/3 a 2/8–6 tvoří státní hranici mezi Českem a Německem v délce 12,23 km. Potok byl již ve 14. století hraničním tokem a od dob císaře Karla IV. byl dějištěm hraničních sporů.
Po překročení hranice teče již na německé straně Českého lesa (v Německu Oberpfälzer Wald) jako potok Rehlingbach a po asi 1,5 km se v nadmořské výšce 495 m vlévá zprava do Kateřinského potoka, resp. tvoří spolu s tímto potokem zdrojnice řeky Pfreimd.

## Mlýny
Na Hraničním potoce stála řada vodních mlýnů. Nejvýše položeným mlýny byly Kilbertův mlýn a Loslebenův mlýn. Následovaly Horní a Spodní mlýn nad bývalou vesnicí Hraničky.
Pod zaniklou vesnicí Hraničky stál Arnoštin Hamr, založený koncem 18. století a obydlený až do roku 1945, zničený v 50. letech 20. století.